# Жълта водна лилия
Жълтата водна лилия, още жълта водна роза (Nuphar lutea) е вид многогодишно, покритосеменно водно растение от семейство Водни лилии (Nymphaeaceae).

## Описание
Неговите листа и цветове плават по повърхността на водата, а корените са закрепени за дъното на водоема.

## Разпространение
Видът е разпространен в Евразия.